# Benjamin Lee Whorf
Benjamin Lee Whorf (24. april 1897 – 26. juli 1941) var en amerikansk lingvist, egentlig uddannet kemiingeniør. Arbejdede livet igennem i brandsikringsbranchen. 
Whorf er berømt for sine ideer om sproglig relativitet, også kendt som Sapir-Whorf-hypotesen. Hans kontroversielle sprogsyn, at sproget udøver betydelig indflydelse på kultur og tænkemønstre, har skabt debat igennem et halvt århundrede. Formalistisk-orienterede lingvister afviser hans teser, mens visse kognitive lingvister, fx George Lakoff i nogen grad bygger på hans teser. 
Whorfs studier af hopi-indianernes sprog og kultur er ligeledes delvist berygtede, delvist berømte i lingvistiske kredse.

## Eksterne Henvisninger
- Whorf, Benjamin L. (1956) Language, thought and reality: Selected papers of Benjamin Lee Whorf. Cambridge: Cambridge University Press.